# Oribellopsis etruscus
Oribellopsis etruscus är en kvalsterart som först beskrevs av Bernini 1980.  Oribellopsis etruscus ingår i släktet Oribellopsis och familjen Oribellidae. Inga underarter finns listade i Catalogue of Life.